# اوبایگورا
اوبایگورا (به صربی: Obajgora) یک منطقهٔ مسکونی در صربستان است که در بایینا باشتا واقع شده‌است. اوبایگورا ۸۳۴ نفر جمعیت دارد.